# Aline Vasquez-Keller
Aline Vasquez-Keller (* 1981 in Leipzig; auch als Aline Rotschild bekannt) ist eine deutsch-israelische Schauspielerin und ehemalige Kinderdarstellerin.

## Leben
Aline Vasquez-Keller wuchs in Leipzig auf. Ihre Mutter stammt aus Mecklenburg-Vorpommern und ihr Vater kam in den 1970er-Jahren aus Chile als Student in die DDR. Von 2001 bis 2004 besuchte sie die University of Wales. Zwischen 2005 und 2006 besuchte sie die Year of Performance in Hamburg. Ab 2007 bis einschließlich 2008 schloss sie ihre Tanzausbildung an der Hangar Adama Dance School in Israel ab.
Sie wirkte noch vor ihrer professionellen Schauspielausbildung bereits als Schülerin in mehreren Fernsehserien wie beispielsweise In aller Freundschaft oder Marienhof mit. In Marienhof verkörperte sie 1998 in insgesamt sieben Episoden die Rolle der Rosa Binder. 2000 war sie im Tatort Einsatz in Leipzig als Polizeibeamtin zu sehen. 2014 wirkte sie erneut in einer Episode der Fernsehserie In aller Freundschaft mit.
Sie ist hauptsächlich als Theaterschauspielerin tätig und wirkte an verschiedenen Theatern in mehreren Theaterstücken, unter anderen 2000 in Gelb unter der Regie von Armin Petras am Schauspiel Leipzig, Ballett-Aufführungen, Varieté-Shows, Kabarett-Programmen und in Musicals mit. 2006 war sie an der Inszenierung des Stückes Insomnia am ARTheater in Köln beteiligt. Daneben wirkte sie auch in mehreren Kurzfilmen mit und ist als Sprecherin für Hörbücher und Computerspiele tätig.
Aline Vasquez-Keller ist verheiratet und wohnt in Leipzig. Neben ihrer Muttersprache Deutsch spricht sie auch fließend Hebräisch, Spanisch, Englisch und Französisch.

## Filmografie (Auswahl)
- 1998: Marienhof (Fernsehserie, 7 Episoden)
- 1998: In aller Freundschaft (Fernsehserie, Episode 1x05)
- 2000: Tatort: Einsatz in Leipzig (Fernsehfilm)
- 2011: Im Brautkleid meiner Schwester (Fernsehfilm)
- 2014: In aller Freundschaft (Fernsehserie, Episode 17x13)

## Theater (Auswahl)

### Schauspiel
- 1999: The Life of Stuff, Regie: Frank Dorsch, Werk 2
- 2000: Gelb, Regie: Armin Petras, Schauspiel Leipzig
- 2004: Each of Us, Regie: Bachi, Chapter Art Centre, Cardiff
- 2004: Seafood Festival, Regie: Bachi und Kaspar Wimberley, Seafood Festival Wales
- 2005: Bodies in Buildings, Regie: Heidrun Vielhauer und Rotraut de Neve, YoP
- 2005: The long flight ahead, Regie: Bachi, Magdalene Conference Wales
- 2011: Revival Beit Yesha, Eigenregie, Theater Experimentell

### Schaffende
- 2006: Insomnia, ARTheater Köln
- 2011: Revival Beit Yesha, Eigenregie, Theater Experimentell